# アーヴィング山
アーヴィング山(Mount Irving)は、サウス・シェトランド諸島のクラレンス島南部にある独立峰で、標高は約2300mである。1820年代から、この地域のアザラシ猟師達に知られていたことは間違いない。英国南極地名委員会がイギリス海軍少将で水路測量技師のエドムンド・ジョージ・アーヴィングにちなんで命名した。